# Kroksjön (Slättåkra socken, Halland)
Kroksjön är en sjö i Halmstads kommun i Halland och ingår i Suseåns huvudavrinningsområde. Sjön är 9,5 meter djup, har en yta på 0,0867 kvadratkilometer och är belägen 124,8 meter över havet. Kroksjön ligger i Biskoptorps Natura 2000-område. Vid provfiske har abborre och gädda fångats i sjön.

## Delavrinningsområde
Kroksjön ingår i det delavrinningsområde (629980-132116) som SMHI kallar för Mynnar i Suseån. Medelhöjden är 96 meter över havet och ytan är 7,9 kvadratkilometer. Det finns inga avrinningsområden uppströms utan avrinningsområdet är högsta punkten. Vattendraget som avvattnar avrinningsområdet har biflödesordning 2, vilket innebär att vattnet flödar genom totalt 2 vattendrag innan det når havet efter 32 kilometer. Avrinningsområdet består mestadels av skog (94 procent). Avrinningsområdet har 0,09 kvadratkilometer vattenytor vilket ger det en sjöprocent på 1,1 procent.